# Tetragrammaton Records
Tetragrammaton Records est un label discographique américain, actif entre 1968 et 1970. Son nom fait référence au Tétragramme, le nom de Dieu qui ne peut être prononcé dans la religion judaïque.

## Histoire
Tetragrammaton est fondé en 1968. Il édite notamment sur le marché américain les premiers albums de Deep Purple, ainsi que l'album de John Lennon et Yoko Ono Two Virgins, que Capitol avait refusé de distribuer en raison de sa pochette jugée indécente.
Un certain nombre de projets du label restent inédits. Parmi eux, un deuxième album de la chanteuse et compositrice Elyse Weinberg, et un album du musicien de Memphis Captain Milk (de son vrai nom Edwin Hubbard), qui se décrivait lui-même comme un « gratteur de flûte ». Tetragrammaton sort cependant un single de la chanson Hey Jude de Lennon/McCartney, issue des sessions d'enregistrement de Captain Milk. Un groupe de rock anglais nommé Bodast enregistré également un album inédit pour Tetragrammaton en 1968. Le groupe comprenait le guitariste Steve Howe, plus tard membre de Yes. Les enregistrements de Bodast sont publiés pour la première fois en 1981 par Cherry Red Records.
Malgré la présence de plusieurs artistes populaires, Tetragrammaton cesse ses activités après avoir été victime d'une banqueroute en 1970. En 1972, le nouveau label de Deep Purple, Warner Bros. Records (également l'ancien label de Cosby), réédite divers titres des trois premiers albums de Tetragrammaton sur une compilation intitulée Purple Passages. Au Canada, certains des albums de Tetragrammaton sont produits et distribués par la division canadienne de Polydor, qui a également publié plusieurs compilations de Deep Purple exclusivement canadiennes après la disparition de Tetragrammaton.
Le cofondateur de Tetragrammaton, Marvin Deane, décède d'une insuffisance cardiaque le 16 août 2010 à Los Angeles, en Californie, à l'âge de 79 ans.